# Questão de Tempo (álbum)
Questão de Tempo é um álbum de estúdio do cantor e compositor Sérgio Reis, lançado em agosto de 2013 pela Radar Records, o álbum contém 11 composições inéditas, o disco é produzido por Orlando Baron.
Em 2014 o álbum ganhou o Grammy Latino na categoria Melhor Álbum de Música Sertaneja.

## Lista de faixas
| N.º            | Título                                   | Compositor(es) | Duração  |  |
| 1.             | "Morena Faz de Conta"                    |                | 2:58     |  |
| 2.             | "Boteco da Esquina"                      |                | 2:52     |  |
| 3.             | "Tetinha"                                |                | 4:12     |  |
| 4.             | "Choro de Saudade"                       |                | 2:40     |  |
| 5.             | "Fã de Jesus"                            |                | 3:28     |  |
| 6.             | "Matuto"                                 |                | 3:24     |  |
| 7.             | "Fazenda Paraíso"                        |                | 3:07     |  |
| 8.             | "Meu Lugar"                              |                | 3:54     |  |
| 9.             | "Casei Porque Bebi"                      |                | 2:48     |  |
| 10.            | "Questão de Tempo" (Part. Moacyr Franco) |                | 4:02     |  |
| 11.            | "A Mala"                                 |                | 3:15     |  |
| Duração total: | Duração total:                           | Duração total: | 00:36:40 |  |